# The Railway Magazine
The Railway Magazine是英国一铁路运输类杂志，出版语言为英语，读者多为铁道迷，每月出版一期，國際標準期刊號为：0033-8923。 1897年7月在英国伦敦创刊。截至2010年，The Railway Magazine连续3年是英国出版量最大的铁路运输类杂志，2009年平均每月销量为34715本，2007年平均每月销量为34,661本。 The Railway Magazine曾由国际出版公司出版直至2010年10月，2010年11月至今由Mortons of Horncastle出版。

## 历任主编
| 任职时间      | 主编                                        | 生卒年        | 注释       |
| ------------- | ------------------------------------------- | ------------- | ---------- |
| 1897年—1911年 | 乔治·奥古斯塔斯·诺克斯                      | 1867年—1948年 | [ 5 ]      |
| 1911年—1930年 | 约翰·F·盖恩斯（John F. Gairns）             | 1876年—1930年 | 在任上去世 |
| 1932年—1942年 | 威廉·亚瑟·威洛克斯（William Arthur Willox） | 1891年—1970年 |            |
| 1942年—1949年 | 约翰·艾顿·凯（John Aiton Kay）              | 1883年—1949年 | 在任上去世 |
| 1949年—1963年 | 休·艾默·瓦兰斯（Hugh Aymer Vallance）       | 1902年—1967年 | 代理主编   |
| 1963年—1966年 | 约翰·H·考特（John H. Court）                | 不详          | 代理主编   |
| 1966年—1970年 | B·W·C·库克（B. W. C. Cooke）                | 不详          |            |
| 1970年—1989年 | 约翰·N·斯莱特（John N. Slater）             | 1928年—2004年 |            |
| 1989年—1994年 | 皮特·凯利（Peter Kelly）                    | 1944年—       |            |
| 1994年—2015年 | 尼克·皮戈特                                 | 1951年—       |            |
| 2015年—2021年 | 克里斯·米尔纳（Chris Milner）               | 1952年—       |            |
| 2021年至今    | 保罗·比克代克（Paul Bickerdyke）            | 不详          | [ 6 ]      |